# 15495 Bogie
15495 Bogie è un asteroide della fascia principale. Scoperto nel 1999, presenta un'orbita caratterizzata da un semiasse maggiore pari a 2,7537455 UA e da un'eccentricità di 0,1401948, inclinata di 4,52487° rispetto all'eclittica.